# Abadía territorial de Nuestra Señora de Montserrat de Río de Janeiro
El abadía territorial de Nuestra Señora de Montserrat de Río de Janeiro (en latín: Abbatia Territorialis B. M. Virginis de Monteserrato Fluminis Ianuarii y en portugués: Abadia Territorial de Nossa Senhora do Monserrate do Rio de Janeiro) fue una circunscripción eclesiástica de la Iglesia católica en Brasil. Se trataba de una abadía territorial latina, sufragánea de la arquidiócesis de San Sebastián de Río de Janeiro. Fue suprimida el 6 de mayo de 2003.

## Territorio y organización
La abadía territorial tenía 1 km² y extendía su jurisdicción sobre los fieles católicos de rito latino residentes en los límites del monasterio de San Benito, ubicado en el morro de São Bento en el centro de la ciudad de Río de Janeiro en el estado de Río de Janeiro. En su primera existencia incluyó también el territorio de Rio Branco (desde 1988 es el estado de Roraima).
La sede de la abadía territorial se encontraba en la ciudad de Río de Janeiro, en donde se halla el monasterio de San Benito, cuya iglesia abacial de Nuestra Señora de Montserrat era la catedral, y hoy pertenece a la arquidiócesis de San Sebastián de Río de Janeiro.
En 2002 en la abadía territorial no existían parroquias (hasta 2001 la única parroquia era el monasterio de San Benito).

## Historia
La abadía territorial fue erigida el 15 de agosto de 1907 mediante el decreto E Brasilianae Reipublicae de la Sagrada Congregación Consistorial, confirmado mediante el breve Ad summum del papa Pío X el 10 de diciembre de 1908, cuando el territorio de Rio Branco (cubierto por misiones benedictinas) que pertenecía a la diócesis de Amazonas (hoy arquidiócesis de Manaos) fue confiado a la abadía de Nuestra Señora de Montserrat de Río de Janeiro, que hasta entonces había estado sujeta a la arquidiócesis de San Sebastián de Río de Janeiro.
El 21 de abril de 1934 la abadía territorial fue suprimida y las misiones amazónicas que estaban bajo su jurisdicción fueron erigidas en la administración apostólica de Rio Branco (hoy diócesis de Roraima).
El 19 de mayo de 1948 se restableció la abadía territorial, pero con jurisdicción limitada a la sola abadía, mediante la bula Decessor Noster del papa Pío XII.
La abadía territorial fue suprimida el 6 de mayo de 2003 mediante el decreto Iuxta Normas de la Congregación para los Obispos y su territorio fue incorporado a la arquidiócesis de San Sebastián de Río de Janeiro.

## Estadísticas
Según el Anuario Pontificio 2003 la abadía territorial tenía a fines de 2002 un total de 87 fieles bautizados.
| Año                                                                             | Población            | Población | Población      | Sacerdotes | Sacerdotes    | Sacerdotes    | Bautizados por sacerdote | Diáconos permanentes | Religiosos | Religiosos | Parroquias |
| Año                                                                             | Bautizados católicos | Total     | % de católicos | Total      | Clero secular | Clero regular | Bautizados por sacerdote | Diáconos permanentes | Varones    | Mujeres    | Parroquias |
| ------------------------------------------------------------------------------- | -------------------- | --------- | -------------- | ---------- | ------------- | ------------- | ------------------------ | -------------------- | ---------- | ---------- | ---------- |
| 1950                                                                            |                      |           |                | 31         |               | 31            | 0                        |                      | 61         |            | 1          |
| 1966                                                                            | 90                   | 90        | 100.0          | 52         |               | 52            | 1                        |                      | 74         |            | 1          |
| 1968                                                                            | 90                   | 90        | 100.0          | 48         |               | 48            | 1                        |                      | 61         |            | 1          |
| 1976                                                                            | 75                   | 75        | 100.0          | 45         |               | 45            | 1                        |                      | 56         |            | 1          |
| 1980                                                                            | 85                   | 85        | 100.0          | 38         |               | 38            | 2                        |                      | 46         |            | 1          |
| 1990                                                                            | 90                   | 90        | 100.0          | 35         |               | 35            | 2                        |                      | 45         |            | 1          |
| 1999                                                                            | 90                   | 90        | 100.0          | 28         |               | 28            | 3                        |                      | 44         |            | 1          |
| 2000                                                                            | 90                   | 90        | 96.8           | 24         |               | 24            | 3                        |                      | 35         |            | 1          |
| 2001                                                                            | 82                   | 82        | 100.0          | 24         |               | 24            | 3                        |                      | 35         |            | 1          |
| 2002                                                                            | 87                   | 87        | 96.7           | 24         |               | 24            | 3                        |                      | 35         |            |            |
| Fuente: Catholic-Hierarchy, que a su vez toma los datos del Anuario Pontificio. |                      |           |                |            |               |               |                          |                      |            |            |            |

## Episcopologio
- P. Geraldo Van Caloen, O.S.B. † (13 de diciembre de 1907-18 de mayo de 1915 renunció)
- P. Pedro Eggerath, O.S.B. † (14 de octubre de 1915-julio de 1929 renunció)
  - Sede vacante (1929-1934)
  - Sede suprimida (1934-1948)
- P. Martinho Michler, O.S.B. † (19 de mayo de 1948-1969 falleció)
- P. Inácio Barbosa Accioly, O.S.B. † (30 de octubre de 1969-1992 falleció)
- P. José Palmeiro Mendes, O.S.B. (21 de octubre de 1992 confirmado-6 de mayo de 2003 cesado)